# Grădina cneazului Boris

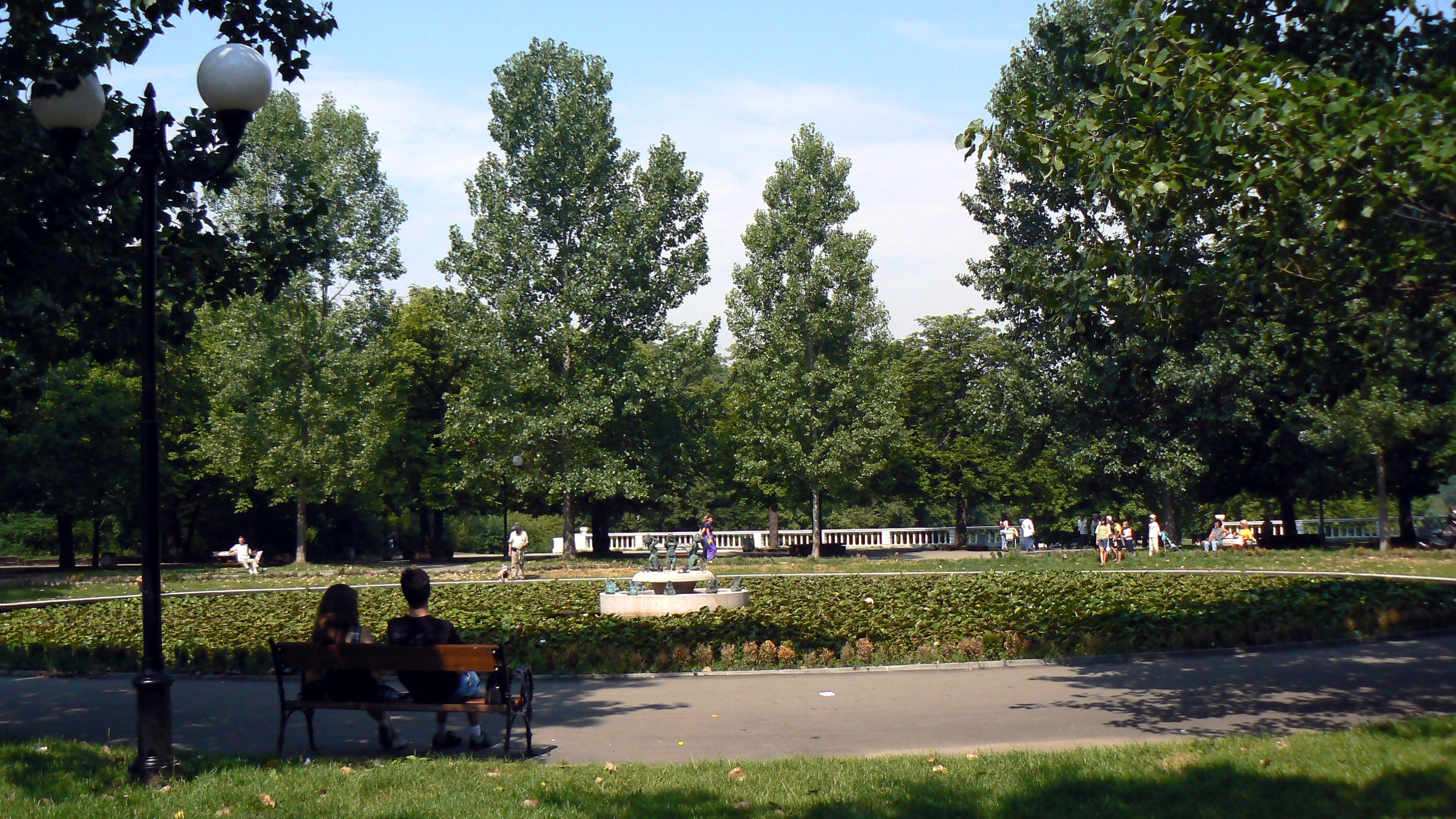
Lac cu nuferi în Grădina Borisova

Grădina cneazului Boris sau Grădina Borisova  (în bulgară Борисова градина sau Княз-Борисова градина, tradusă uneori ca Grădina lui Boris sau Parcul Boris) este cel mai vechi și cel mai cunoscut parc din Sofia, capitala Bulgariei. Construirea și amenajarea lui a început în 1884 și el este numit după țarul bulgar Boris al III-lea.
Istoria grădinii poate fi împărțită în trei perioade denumite după trei grădinari renumiți. Toți trei au urmat planul inițial, dezvoltându-l în continuare și perfecționându-l, în loc să facă schimbări radicale ale modelului original.

## Istoric

### Perioada Neff (1882-1906)
În 1882 primarul din acea vreme a Sofiei Ivan Hadjienov l-a adus pe grădinarul elvețian Daniel Neff de la București cu scopul de a crea un parc în capitala Bulgariei. Planurile inițiale ale primarului includeau formarea mai întâi a unei mari pepiniere de arbori, arbuști și flori pentru viitoarea grădină, care urma, de asemenea, să furnizeze material vegetal pentru grădinile deja existente și pentru străzi. 

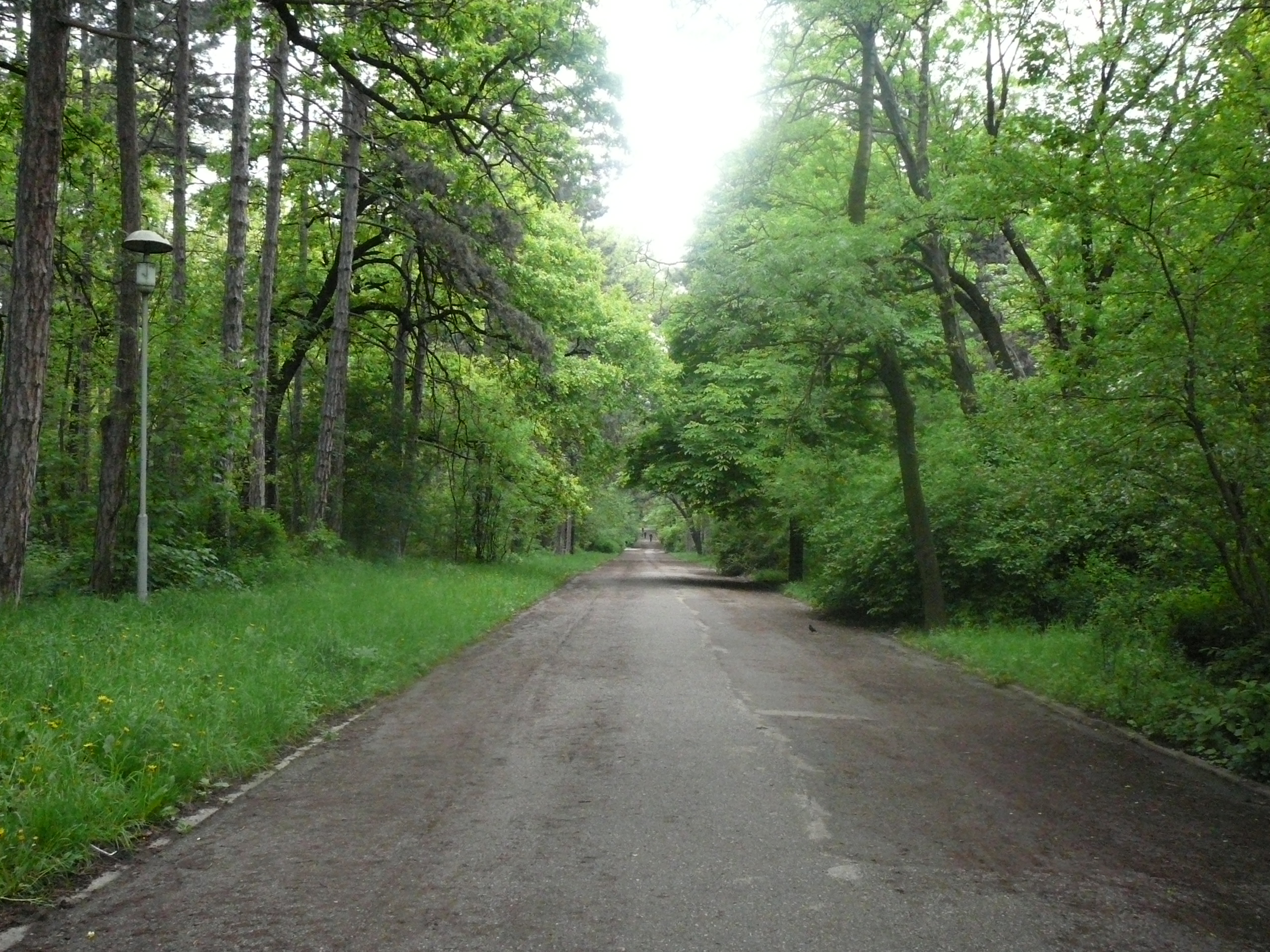
O alee în Grădina Borisova

Neff a elaborat primul plan al grădinii în primăvara anului 1882, a înființat o pepinieră și a construit o casă pentru sine, începând din 1884. Au fost plantați inițial salcâmi, au fost amenajate straturi de flori, a fost construit un mic lac artificial și toate acestea au fost împrejmuite cu un gard viu de stejari și păducei. Pepiniera a produs puieți care au satisfăcut nevoile municipalității și au fost vândute, de asemenea, cetățenilor. Cei mai cultivați arbori au fost salcâmii, alături de duzi, ulmi, platani etc. Pepiniera a fost modelată ca o grădină în 1885 și a avut o suprafață de 300.000 m2 în 1886 cu patru alei principale.
Grădina Borisova s-a extins către sud-vest în următorii ani, iar lacul mare a fost amenajat în anul 1889. Cneazul Ferdinand a ordonat în 1888 înlocuirea celor mai mulți salcâmi cu stejari, paltini, frasini și mesteceni. În următorii doi ani au fost plantați foioase din pădurile învecinate, precum și conifere din Munții Rila, pini negri și molizi.

### Perioada Frei (1906-1934)
Alsacianul Joseph Frei a fost numit director al grădinilor și parcurilor din Sofia în 1906. El a reorganizat Grădina Borisova potrivit propriului său plan, dezvoltând în continuare planul lui Neff. În procesul de realizare a acestui plan Frei a amenajat două alei principale în partea de jos a grădinii, una cu tei și alta cu castani, și a deschis aleea centrală largă și cele două alei laterale din partea superioară, de la locul de joacă al copiilor până la Lacul cu Pești. În această perioadă a avut loc, de asemenea, construirea Fântânii Poporului, placată mai târziu cu piatră și numită Fântâna din Piatră.

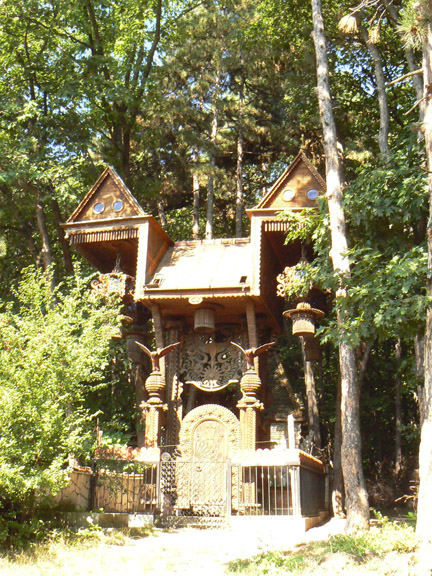
Casă decorativă din lemn în Grădina Borisova, lucrare a sculptorului autodidact Rancio Anghelov

În timp ce Neff era un iubitor de salcâmi, Frei a avut o pasiune pentru flori. El a creat Rosarium-ul pe locul unor construcții agricole demolate, precum și numeroase pepiniere și sere moderne. Grădina a fost extinsă tot mai mult la sud de pădurea de stejar către modernul Bulevard Dragan Țankov. Plantațiile de pomi fructiferi au fost înlocuite treptat cu arbori cu rol decorativ și specii de arbuști, pini și molizi, transformând grădina într-un parc plin de verdeață.

### Perioada Duhtev (1934-1944)
Grădinarul și botanistul bulgar Gheorghi Duhtev a devenit director al Serviciului de Grădini și Parcuri în 1934. În timpul perioadei în care a administrat grădina, vechiul Rosarium a fost extins până la suprafața de 7.000 de m2, fiind plantate peste 1.400 de specii noi de trandafiri. Colțul Japonez a fost creat în 1940 deasupra Lacului cu Pești către Drumul Țarigradului. Plantele trimise de ministrul plenipotențiar al Japoniei au fost folosite pentru amenajarea acelui colț. Aceste plante reprezentau flora națională a Japoniei și erau un dar și un semn de prietenie între popoarele japonez și bulgar.
În jurul anului 1942 Grădina Borisova se întindea pe o suprafață de 90.500 m2, din care 68.600 m2 era amenajată și 4.400 m2 nu, în timp ce pe suprafața rămasă de 17.350 m2 se aflau Ștrandul de Vară, Observatorul Universității, Școala în aer liber, Lacul Mare, terenurile de fotbal Iunak și Levski, clubul de tenis, terenul de tenis al diplomaților, pista de ciclism și Stația de Redresare Iunak.

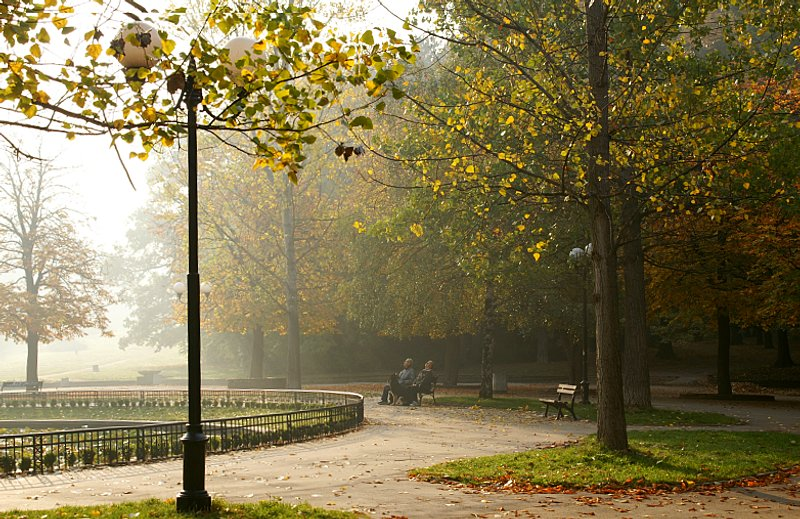
Lacul cu nuferi văzut toamna

### Istoria ulterioară
Turnul de Televiziune din Grădina Borisova a fost construit în perioada 1958-1959. Grădina Borisova a fost reamenajată în 1986 după planurile lui Gheorghi Radoslavov. Ea a fost proclamată în același an un model al grădinilor și parcurilor bulgărești.

## Nume
Deși cneazul Boris a devenit țar în 1918, nu există nici o evidență că numele parcului s-ar fi schimbat vreodată în mod oficial pentru a reflecta acest fapt. În schimb (sau, poate, datorită acestui fapt), cuvântul cneaz a fost eliminat treptat din denumire, care a devenit pur și simplu Grădina lui Boris.
După instaurarea regimului comunist în Bulgaria în 1944, parcul a fost redenumit Парк на Свободата (Park na Svobodata - „Parcul Libertății”), până la destrămarea sa în 1989, când a revenit la denumirea originală.

## Parcul în cultura populară
Parcul Boris este menționat în romanul Căpitanul Conan (1934) al scriitorului francez Roger Vercel, distins cu premiul Goncourt, ca loc de plimbare al locotenentului Norbert și loc de acostat femei al căpitanului Conan în anul următor încheierii Primului Război Mondial. Locotenentul Norbert, naratorul romanului, îi creează o imagine dezolantă: 
„[...] grădina [era] rămasă de izbeliște din pricina războiului și a înfrângerii. Peluzele netunse deveniseră pajiști, lăculețul mușca în voie din maluri, terenurile de tenis mucezeau. Nici un copac mai de Doamne-ajută... De altfel, nu vezi în toată țara asta niciun copac care să aibă mai mult de patruzeci de ani: turcii i-au retezat pe toți din rădăcină înainte de a pleca... Parcul ăsta va fi, poate, frumos peste un secol: azi, copacii tineri de aici sunt firavi și, cu căpățânile lor rotunde, au un aer prostesc. Singurul lui farmec e că se leagă pe nesimțite de pădure, de brazii de pe munte. Aleile se transformă repede în cărărui. Dacă te lași purtat de ele, nu ajungi la un grilaj, ci la Vitoșa și, dincolo de ea, la Balcani.”—Roger Vercel